# Poa shansiensis
Poa shansiensis là một loài thực vật có hoa trong họ Hòa thảo. Loài này được Hitchc. miêu tả khoa học đầu tiên năm 1930.